# Kepler Space Observatory

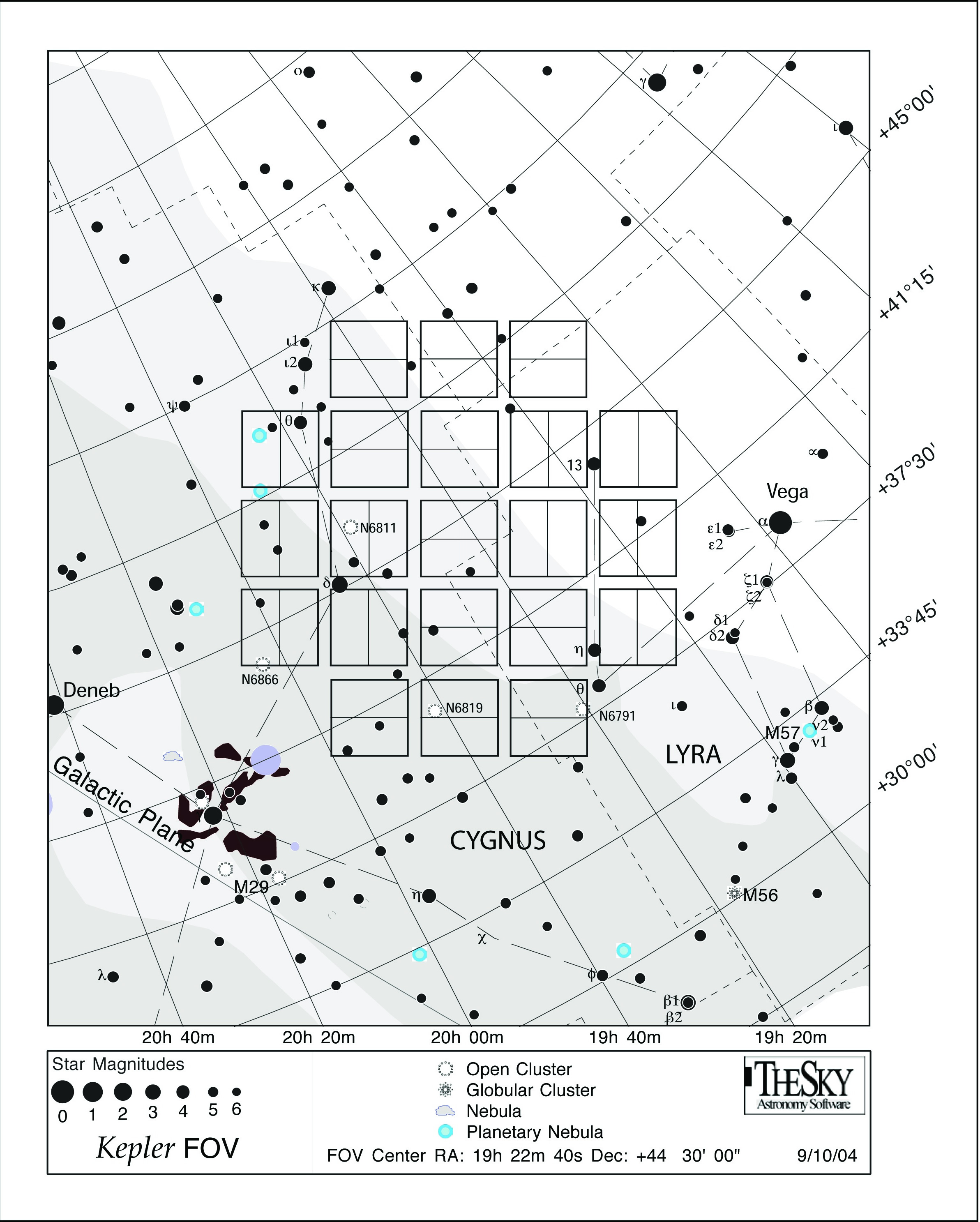
Het gebied aan de hemel dat Kepler waarnam

Het Kepler Space Observatory is een satelliet annex ruimtetelescoop die ontwikkeld is door NASA om planeten bij andere sterren op te sporen die net als de Aarde bewoonbaar kunnen zijn. Het onbemande ruimtevaartuig is vernoemd naar de astronoom Johannes Kepler.
Voor de Keplermissie waren enkele honderden exoplaneten bekend. De meeste daarvan hadden bij benadering dezelfde afmetingen als de gasreuzen in het zonnestelsel. Het doel van Kepler was ook kleinere planeten te vinden. Kepler mat de lichtkromme van rond 500.000 sterren in een veld van 105 deg2 in de sterrenbeelden Zwaan, Lier en Draak en heeft zo ruim 2600 tot dan toe onbekende exoplaneten gevonden. De uitdaging is nu om exoplaneten te vinden die bewoonbaar zouden kunnen zijn zoals de Aarde. Dat houdt in dat ze een factor 30 tot 600 minder massa dan Jupiter moeten hebben en in de bewoonbare zone rond een ster moeten liggen. De bewoonbare zone is een zone op een zodanige afstand van de moederster, dat er vloeibaar water op de planeet mogelijk is.

## Status
Kepler maakte deel uit van het Discoveryprogramma.
In januari 2006 werd de missie acht maanden uitgesteld om budgettaire redenen en consolidatie door NASA. In maart 2006 werd het opnieuw voor 4 maanden uitgesteld vanwege fiscale problemen. De high-gain antenne werd vervangen door een gimballed-design via een bevestiging aan het frame van de satelliet om de kostprijs en de complexiteit te verminderen; dit ten koste van slechts één observatie per maand minder.
De lancering van het Kepler Space Observatory stond oorspronkelijk gepland voor 6 maart 2009, maar vond uiteindelijk plaats op 7 maart 2009, 03:49:57 UTC.
De deployable dust cover (stofkap) werd afgestoten op 8 april 2009. Licht van de sterren kon zo de satelliettelescoop binnendringen. Na enige dagen testen, noodzakelijk voor calibratie van de instrumenten, begon Kepler op 12 mei 2009 met zijn wetenschappelijke missie.
Op 14 mei 2013 werd bekend dat de telescoop was uitgevallen. Een tweede reactiewiel, waarmee de stand van de telescoop werd geregeld, viel uit, waardoor de stand niet meer voldoende nauwkeurig kon worden geregeld. Op 16 mei 2014 kwam NASA met een plan om de Kepler-ruimtetelescoop weer functioneel te maken., de K2 missie, waarbij enkele andere gebieden aan de hemel waargenomen werden. NASA wist Kepler te stabiliseren door de zon als derde gyroscopisch vliegwiel in te zetten.
Op 30 oktober 2018 was de brandstof van het Kepler Space Observatory op. Dezelfde dag schakelde NASA de satelliet uit, waarmee een einde aan zijn missie kwam. In de omloopbaan waarin hij zich bevindt, levert de satelliet geen gevaar op voor de Aarde.

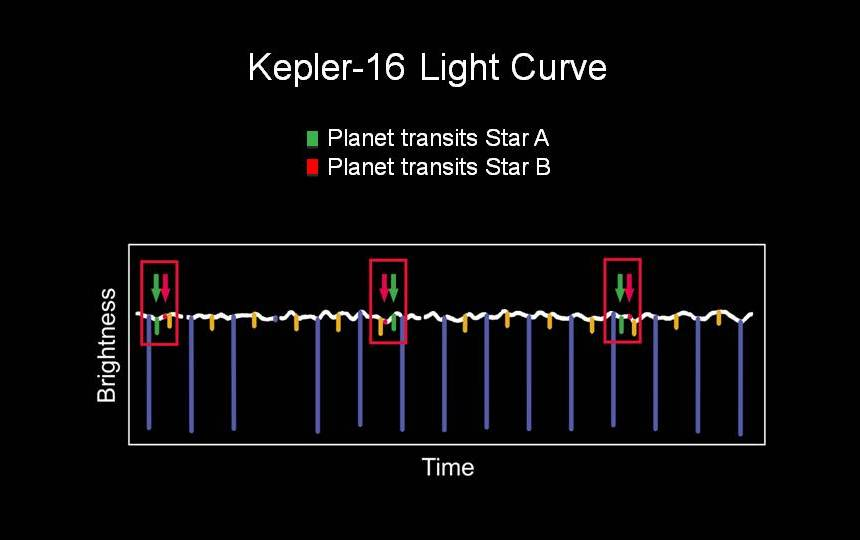
De lichtkromme van Kepler-16b

## Detectiemethode
Kepler paste de detectiemethode toe waarbij een planeet, gezien vanaf Kepler, voor de ster passeert (een overgang). Deze methode wordt transitiefotometrie genoemd. Dat is natuurlijk van het totale aantal van alle planeten bij sterren slechts een klein percentage. De planeet blokkeert gedeeltelijk het licht van die ster en dat kan gemeten worden. Als men zo een planeet gevonden heeft, kan uit de lichtblokkade en de tijdstippen ervan de grootte en de baanperiode van de planeet berekend worden.
Kepler had een array van 42 CCD camera's, elk met 2200x1024 pixels waarmee een veld aan de hemel herhaaldelijk waargenomen werd op een golflengte van 430–890 nanometer.
Als voorbereiding voor de Kepler missie is de Kepler Input Catalog (KIC) gemaakt, een stercatalogus met alle sterren tot magnitude 21 in het waargenomen gebied. Sterren die na meting mogelijke variabiliteit vertonen zijn daarna opgenomen in de Kepler object of interest (KOI) catalogus.

## Ontdekkingen

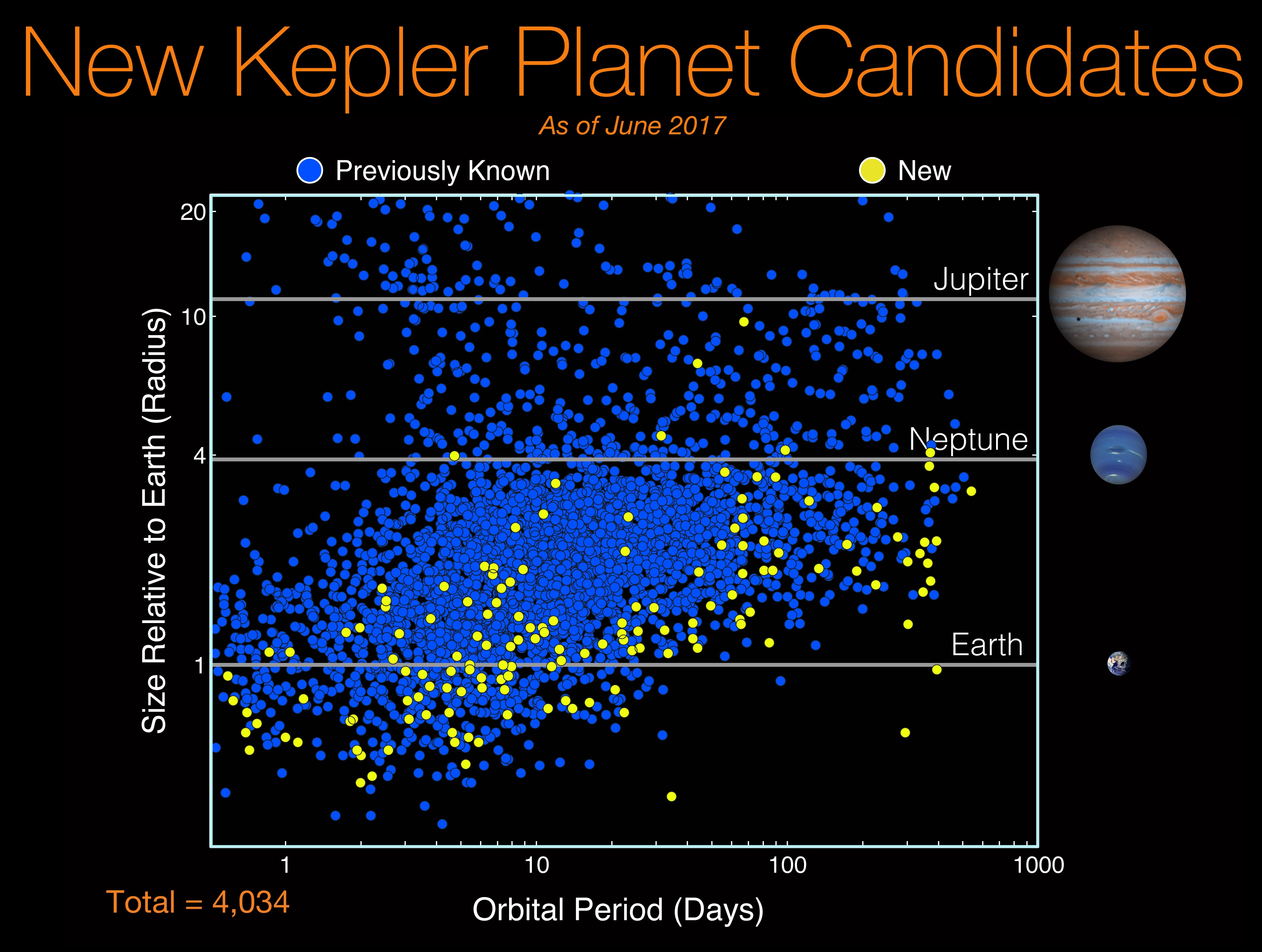
De verdeling over straal en omlooptijd van de tot juni 2017 gevonden planeten

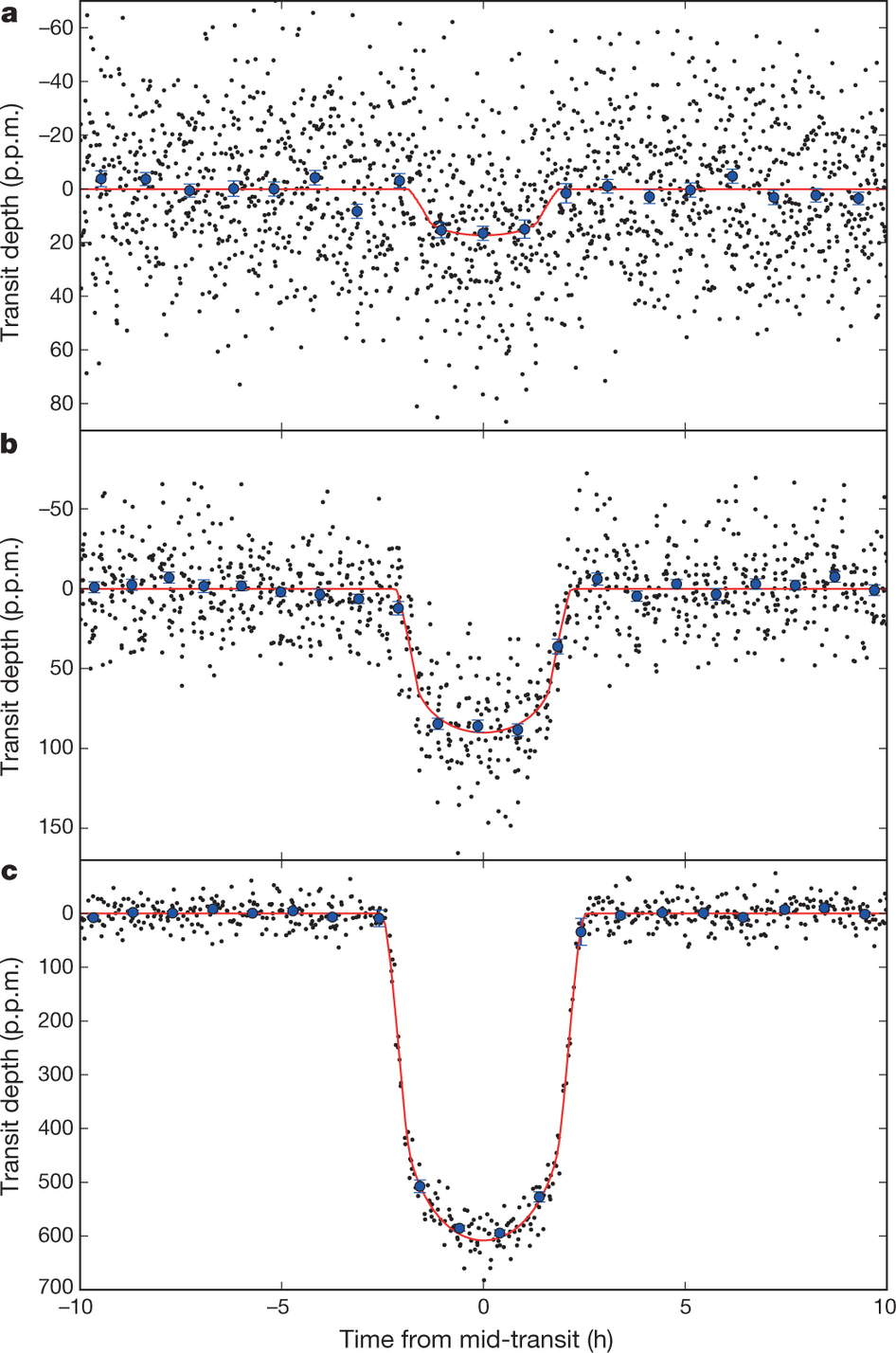
Lichtkrommes van de drie planeten van Kepler-37

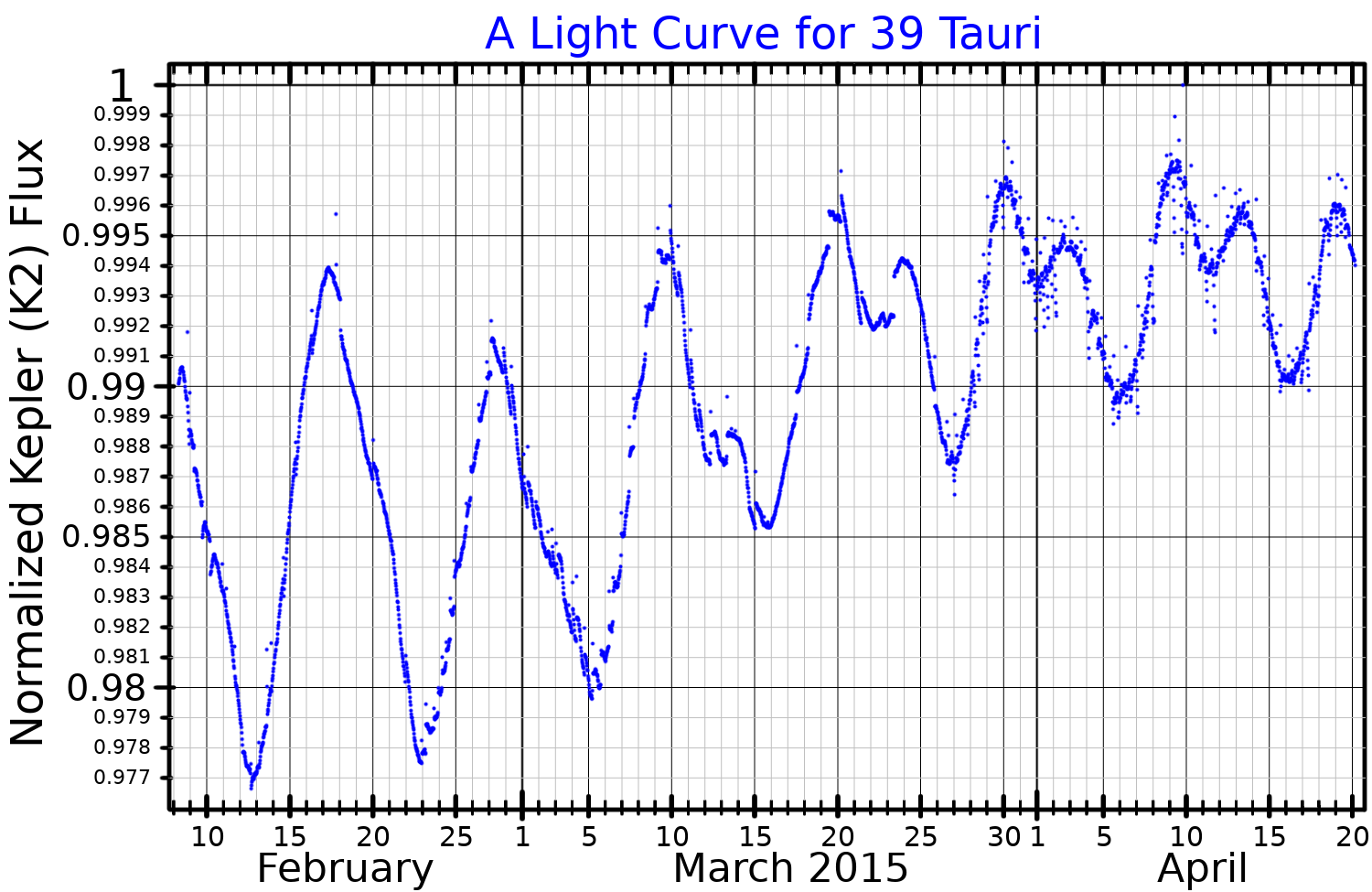
Lichtkromme van de veranderlijke ster 39 Tauri, gemeten door Kepler K2

Op 4 januari 2010 werd eerste groep van vijf exoplaneten bevestigd tijdens een bijeenkomst van de American Astronomical Society. Er werden exoplaneten gevonden bij de sterren Kepler-4, Kepler-5, Kepler-6, Kepler-7 en Kepler-8.
In juni 2010 werd bekend dat Kepler alleen al tijdens de eerste zes waarnemingsweken meer dan 750 potentiële planeten bij andere sterren heeft opgespoord. Naar schatting zal het bij ongeveer de helft van deze waarnemingen ook daadwerkelijk om een planeet gaan, maar zelfs dat aantal is bijna genoeg om het totale aantal planeten dat de afgelopen vijftien jaar bij andere sterren is ontdekt in één klap te verdubbelen.
In mei 2016 was het aantal ontdekkingen opgelopen tot 1284. Om als planeet erkend te worden moet de waarschijnlijkheid dat het wel degelijk om een planeet gaat, groter zijn dan 99 procent. Indien men deze eis afzwakt zijn er nog eens 1327 exemplaren die in aanmerking komen voor verdere studie, dus meer dan het dubbele. Sinds de Keplermissie weet men dat planeten in andere sterrenstelsels gemeengoed zijn en dat er meer planeten dan sterren zijn. Van de ontdekte planeten zijn 550 rotsachtige planeten zoals de Aarde. Negen daarvan bewegen zich in de bewoonbare zone. Samen met de reeds bekende exoplaneten brengt dit het aantal planeten waarop vloeibaar water mogelijk is op 23.
Door het grote aantal kandidaten heeft men de zoektechniek moeten aanpassen. De eerste twee decennia van het onderzoek naar exoplaneten moesten de kandidaat-planeten een voor een onderzocht worden. Nu gebruikt men een statistische methode. Door middel van statistische analyse worden alle kandidaten gelijktijdig en automatisch onderzocht.
In april 2018 lanceerde NASA de TESS-ruimtetelescoop die op dezelfde manier 200.000 nabije sterren zal onderzoeken op het bestaan van aardachtige planeten.
Niet zozeer een ontdekking dan wel een onderzoeksopdracht was de studie van 2007 OR10. Dit is een planetoïde buiten de baan van Uranus. Samen met de ruimtetelescoop Herschel werd dit object bestudeerd. Kepler is zeer gevoelig voor lichtveranderingen. Hierdoor is hij uitermate geschikt voor het waarnemen van kleine objecten zoals kometen, planetoïden, manen en dwergplaneten in het zonnestelsel. Dit is niet vanzelfsprekend, want het licht van een klein voorwerp kan komen van een klein, zeer helder voorwerp dan wel van een groot donker voorwerp. Herschel werd gebruikt voor meting van de warmtestraling van 2007 OR10 en combinatie met de gegevens van Kepler leverde nauwkeurige gegevens op over de planetoïde.
In de lichtkromme van de ster KIC 8462852 ontdekte men ongewone variaties die niet verklaard kunnen worden door de aanwezigheid van exoplaneten.
Een nadere observatie van exoplaneet K2-18b in 2019 toonde aan dat deze mogelijk een superaarde met atmosfeer is.
Op 27 januari 2015 ontdekten wetenschappers met behulp van Kepler een 11,2 miljard jaar oud planetenstelsel met vijf exoplaneten. Het stelsel van Kepler-444 is daarmee het oudste bekende exoplanetenstelsel in het melkwegstelsel.